# Andrei Polgar
Andrei Polgar es un escritor rumano y personalidad de YouTube en el ámbito de la economía. Su canal de YouTube obtuvo el reconocimiento general y los analistas de MSN lo mencionan con frecuencia, SeekingAlpha, StockTwits Entrepreneur (revista) Forbes y otras plataformas.

## Carrera profesional
Su canal de YouTube, One Minute Economics, se ha puesto en marcha el 8 de noviembre de 2015. Presenta animaciones educativas, de aproximadamente un minuto de duración, sobre temas que van desde la teoría económica hasta estudios de casos de acontecimientos pasados o actuales.
Su primer libro, Wealth Management 2.0 ha recibido el reconocimiento de un nicho.
Su segundo libro, La era de la anomalía cubre el tema más amplio de la preparación para las calamidades financieras. The Age of Anomaly recibió una amplia cobertura y aterrizó en el Wall Street Journal y USA Today Listas de libros más vendidos en 2018. 
Su canal de YouTube, One Minute Economics, se ha puesto en marcha el 8 de noviembre de 2015. Presenta animaciones educativas,  de aproximadamente un minuto de duración, sobre temas que van desde la teoría económica hasta estudios de casos de acontecimientos pasados o actuales. Los vídeos de One Minute Economics son ampliamente utilizados por universidades y organizaciones del ámbito educativo, por ejemplo The Open University. Universidad de Manchester, La enciclopedia canadiense, y el Consejo de Educación Económica de California.